# 纳米比亚怪兽
纳米比亚怪兽（英语：Namibian Monster）是一种出没于纳米比亚的神秘生物。纳米比亚怪兽通常被描述为有着狗的头部、野猪的身体、站立高4英尺、重150-200磅、具有侵略性的动物。已知最早的媒体报道2009年纳米比亚报纸《New Era 》的报道，当地居民向警方报告一只不明动物正在袭击家畜。据报道，纳米比亚怪兽在Onheleiwa、Oidiva与Oikango皆有出现，许多山羊遭吸食血液或被吞噬。当地警方前往调查，但却无法辨识脚印属于何种动物，而对脚印的跟踪则由于脚印于空地消失而失败。当地民众认为神秘动物是由Onheleiwa村的一名老人召唤而来，甚至有官员赞成纳米比亚怪物是黑魔法使用者的召唤物。神秘动物学家洛伦·科尔曼认为，纳米比亚怪兽可能是土豚或蜜獾。
纪录片《芒戈的自然远征》调查发现纳米比亚怪兽其实是缟鬣狗。